# Бове (Габон)
Бо́ве (фр. Booué) — город в Габоне, расположен в провинции Огове-Ивиндо. Административный центр департамента Лопе

## Транспорт
Город расположен на берегу судоходной реки Огове. Через город проходит железнодорожная линия, также имеется аэропорт.

## Демография
Население города по годам:
| 1993 | 2010 |
| ---- | ---- |
| 4200 | 7543 |